# Алекса Дејовић
Алекса Дејовић (Севојно, код Ужица, 13. септембар 1920 — Кута, код Фоче, 9. април 1943) био је учесник Народноослободилачке борбе и народни херој Југославије.

## Биографија
Рођен је 13. септембра 1920. у Севојну, код Ужица. Основну школу је завршио у родном месту, а браварски занат у Фабрици оружја у Ужицу. У овој фабрици приступио је револуционарном радничком покрету и постао члан Савеза комунистичке омладине Југославије (СКОЈ). Уочи рата 1940. примљен је у чланство Комунистичке партије Југославије (КПЈ).
Након окупације Југославије, почео је да ради на организовању омладине и прикупљању оружја у Севојну. Активно је учествовао у формирању Прве ужичке партизанске чете „Радоје Марић“ и био први секретар партијске организације у њој. Учествовао је у тешкој борби и пробијању из обруча, 18. августа 1941. на Дрежничкој Градини, када су Немци и албански жандарми опколили чету. После ослобођења Ужица, 24. септембра 1941, налазио се с четом на фронту према Ваљеву.
Почетком децембра 1941, с деловима чете повукао се у Санџак, где су, од бораца Ужичког партизанског одреда, формирана два батаљона. Тада је одређен за заменика политичког комесара Првог батаљона. Пред крај 1941. је рањен, па је око два месеца провео у болници. Када је формирана Друга пролетерска бригада, 1. марта 1942. у Чајничу, постао је заменик политичког комесара Четвртог ужичког батаљона. Половином јуна 1942. постао је политички комесар Четвртог батаљона, а 27. августа исте године политички комесар Друге пролетерске ударне бригаде.
Био је нераздвојни друг са својим земљаком Миодрагом Лунетом Миловановићем, замеником команданта Друге пролетерске бригаде, који је доста простора у свом дневнику посветио Алекси. Кратко време су били раздвојени када је Луне отишао на курс у Бихаћ, крајем 1942. године. Фебруара 1943. поново су се срели у Ливну и заједнички поднели тешке напоре борби на Неретви.
Када је 1. априла 1943. Друга пролетерска бригада избила на Дрину у Ђеђеву, борци бригаде су отпочели са изградњом понтонског моста.  
Иако политички комесар бригаде, помагао је борцима при изградњи моста. Тада је изненада пала граната и тешко га ранила у ногу, док је Луне био  лакше рањен. Лекари су му одсекли ногу, али узалуд, јер је, услед недостатка лекова, наступило тровање и умро је 9. априла 1943, у селу Кутима, где је и сахрањен.
За народног хероја проглашен је, неколико дана после смрти, 30. априла 1943, међу првим борцима Народноослободилачке борбе, одлуком Врховног штаба НОВ и ПОЈ. У „Билтену Врховног штаба“ бр 23-27. о проглашењу за народног хероја пише:
На основу ријешења Врховног штаба даје се назив народног хероја другу Алекси Дејовићу, политкомесару II пролетерске бригаде. Друг Алекса Дејовић, као борац и политички радник, истакао се својим јунаштвом у многим борбама. Он је био примјер осталим борцима и руководиоцима, и као такав погинуо је херојском смрћу у борби на Дрини, априла месеца о.г.
Основна школа у Севојну, чији је некада био ђак, носи његово име.